# Physatocheila dumetorum
Physatocheila dumetorum, auch Nördliche Weißdorn-Netzwanze genannt, ist eine Wanze aus der Familie der Netzwanzen (Tingidae). Sie ist im Westen ihres Verbreitungsgebietes weder im Aussehen noch in der Lebensweise von Psysatocheila confinis unterscheidbar.

## Merkmale
Die Wanzen werden 2,7 bis 3,0 Millimeter lang. Die Vertreter der Gattung Physatocheila haben nach unten gekrümmte Seitenränder am Pronotum und alle drei Kiele auf dem Pronotum reichen bis zum Kopf. Physatocheila dumetorum ist etwas kleiner als Physatocheila harwoodi und Physatocheila smreczynskii und ihre Hemielytren sind auf Höhe der Mitte nur leicht verbreitert. Der dunkel gefärbte Marginalbereich der Hemielytren besitzt zwei und nicht drei Reihen von Zellen. Die Tarsen und die Spitzen der Fühler sind dunkel.

## Verbreitung und Lebensraum
Die Art ist in West- und Mitteleuropa sowie den europäischen Mittelmeerländern verbreitet und fehlt in Skandinavien. Östlich erstreckt sich das Verbreitungsgebiet nördlich des Schwarzen Meeres. Psysatocheila confinis kommt im Osten hingegen vor allem südlich des Schwarzen Meeres und in Kleinasien bis zum Kaukasus vor. In Großbritannien ist Physatocheila dumetorum in weiten Teilen Englands und Wales verbreitet. Besiedelt werden warme Lebensräume.

## Lebensweise
Die Tiere leben auf holzigen Rosengewächsen (Rosaceae), wie etwa Eingriffeliger Weißdorn (Crataegus monogyna) und Schlehdorn (Prunus spinosa). In Deutschland findet man sie selten auch auf Obstbäumen. Man findet die Tiere vor allem auf älteren Pflanzen mit Flechtenbewuchs und sind auf diesen Pflanzen teilweise in großer Zahl vor. Ob man die beiden ähnlichen Arten auf Grund der beiden oben genannten Nahrungspflanzen trennen kann, ist unklar, es wird aber vermutet. Die Überwinterung erfolgt als Imago an den Stämmen und Ästen der Pflanzen, man findet sie aber auch auf anderen Bäumen unter Rinde oder zwischen Moos und Flechten. Im April und Mai werden die Wanzen wieder aktiv, im Mai erfolgt die Eiablage an den Blättern der Pflanzen. Die Nymphen treten ab Juni auf, die Imagines der neuen Generation ab Juli oder August.

## Belege